# Arena Cup (nogomet)
Arena Cup je naziv nogometnog turnira za klubove koji se od 2015. godine održava u Medulinu u kao dio priprema nogometnih klubova za proljetni dio sezone. 
 Utakmice se oržavaju na terenima nogometnog trening kampa hotela Park Plaza Belvedere. Organizatori turnira su Arenaturist i Turistička zajednica općine Medulin, a službeni sponzor turnira hotel Park Plaza Belvedere. 
 Na turniru nastupaju momčadi iz Hrvatske i europskih zemalja kao dio priprema. Prvi dio turnira se igra u dvije skupine, koje su 2015. imale naziv Belvedere i Histria, a od 2016. Ceja i Finera, a na temelju plasmana u skupinama se potom igraju utakmice za 1., 3., 5. i 7. mjesto.

## Dosadašnji pobjednici i sudionici
| godina | br. država | br. ekipa | pobjednik            | drugoplasirani                                                                                          | trećeplasirani                                                                                          | četvrtoplasirani                        | ostali sudionici/napomene                                                                      |
| ------ | ---------- | --------- | -------------------- | --- | --- | --------------------------------------- | ---------------------------------------------------------------------------------------------- |
| 2015.  |            |           | Istra 1961 Pula      | Lokomotiva Zagreb                                                                                       | Slaven Belupo Koprivnica                                                                                | Vitez                                   | OFK Beograd Maribor                                                                            |
| 2016.  |            |           | Viitorul Constanța   | Lokomotiva Zagreb                                                                                       | Slaven Belupo Koprivnica                                                                                | Rheindorf Altach                        | Teplice Inter Zaprešić SV Horn Koper                                                           |
| 2017.  |            |           | St. Pölten           | Lokomotiva Zagreb                                                                                       | Inter Zaprešić                                                                                          | Haladás Szombathelyi                    | Koper Slaven Belupo Koprivnica Cibalia Vinkovci Rudar Velenje                                  |
| 2018.  |            |           | Inter Zaprešić       | Lokomotiva Zagreb                                                                                       | Borac Banja Luka                                                                                        | Cibalia Vinkovci                        | Zrinjski Mostar Slaven Belupo Koprivnica Hrvatski dragovoljac Ankaran Hrvatini                 |
| 2019.  |            |           | Istra 1961 Pula      | Lokomotiva Zagreb                                                                                       | Zagłębie Sosnowiec                                                                                      | 1. SC Znojmo                            | Slaven Belupo Koprivnica OFK Žarkovo Beograd Inter Zaprešić OFK Titograd Podgorica             |
| 2020.  |            |           | Gorica Velika Gorica | Inter Zaprešić                                                                                          | Lokomotiva Zagreb                                                                                       | Istra 1961 Pula                         | Drava Ptuj Slavoj Vyšehrad Prag OFK Žarkovo Beograd Khangarid Erdenet                          |
| 2021.  |            |           | Istra 1961 Pula      | Lokomotiva Zagreb/ Šibenik (isti broj bodova, nije poznato koji kriterij je korišten za 2. i 3. mjesto) | Lokomotiva Zagreb/ Šibenik (isti broj bodova, nije poznato koji kriterij je korišten za 2. i 3. mjesto) | Međimurje Čakovec                       | svaki klub je igrao 3 utakmice. Strani klubovi nisu igrali zbog pandemije COVID-19.            |
| 2022.  |            |           | Žarkovo Beograd      | Lokomotiva Zagreb                                                                                       | Istra 1961 Pula                                                                                         | Dugopolje                               | Šibenik Opatija Iskra Danilovgrad ACS Foresta Suceava                                          |
| 2023.  |            |           | Lokomotiva Zagreb    | Istra 1961 Pula                                                                                         | Šibenik                                                                                                 | Makedonija Gjorče Petrov                | Radnički Beograd Arsenal Tivat Dolný Kubín Kolheti Hobi                                        |
| 2024.  |            |           | Istra 1961 Pula      | Slaven Belupo Koprivnica                                                                                | Lokomotiva Zagreb/ Gorica Velika Gorica                                                                 | Lokomotiva Zagreb/ Gorica Velika Gorica | Kapfenberger Varaždin Rudar Pljevlja Radnički Beograd utakmice za 3. i 5. mjesto nisu odigrane |
| 2025.  |            |           | Lokomotiva Zagreb    | Varaždin                                                                                                | Slaven Belupo Koprivnica                                                                                | Primorje Ajdovščina                     | Gorica Velika Gorica Dugopolje                                                                 |

## Popis dosadašnjih sudionika turnira
Popis sudionika turnira do 2025. godine. 
- Kapfenberger
- Rheindorf Altach
- St. Pölten
- SV Horn
- Borac Banja Luka
- Vitez
- Zrinjski Mostar
- Arsenal Tivat
- Iskra Danilovgrad
- OFK Titograd Podgorica
- Rudar Pljevlja
- Slavoj Vyšehrad Prag
- Teplice
- 1. SC Znojmo
- Kolheti Hobi
- Cibalia Vinkovci
- Dugopolje
- Gorica Velika Gorica
- Hrvatski dragovoljac Zagreb
- Inter Zaprešić
- Istra 1961 Pula
- Lokomotiva Zagreb
- Međimurje Čakovec
- Opatija
- Slaven Belupo Koprivnica
- Šibenik
- Varaždin
- Haladás Szombathelyi
- Khangarid Erdenet
- Zagłębie Sosnowiec
- ACS Foresta Suceava
- Viitorul Constanța
- Makedonija Gjorče Petrov
- Dolný Kubín
- Ankaran Hrvatini
- Drava Ptuj
- Koper
- Maribor
- Primorje Ajdovščina
- Rudar Velenje
- OFK Beograd
- Radnički Beograd
- OFK Žarkovo Beograd

## Unutrašnje poveznice
- Medulin
- Istria Winter Cup

## Vanjske poveznice
- arenaturist.com
- sportarena.hr